# Kristin Berardi
Kristin Berardi (* 1981 in Koumala, Queensland) ist eine australische Jazzmusikerin (Gesang, Komposition), die „zur Spitze der Jazzszene ihrer australischen Heimat zählt.“

## Leben und Wirken
Berardi erlernte zunächst das Spiel auf der Violine, dann wechselte sie zum Altsaxophon. Sie absolvierte die Schulausbildung in Mackay und absolvierte zunächst ein klassisches Instrumentalstudium am Queensland Conservatorium und der Griffith University. Nachdem sie ihr Talent als Vokalistin erkannte, setzte sie dort ihre Studien mit einem Bachelor of Music Majoring in Jazzgesang fort. Die Instrumentalausbildung half ihr wesentlich bei der Ausarbeitung ihrer Kompositionen und Arrangements. Sie verfügt über eine „wunderbare, ganz unprätentiöse und doch höchst einnehmende Stimme.“ 2008 legte sie ihr Debütalbum mit ihren Originalkompositionen vor, dem weitere Alben folgten. 2011 veröffentlichte sie ein Album mit dem australischen Jazzgroove Mothership Orchestra. Mit dem Gitarristen James Sherlook legte sie seit 2012 zwei Duoalben im Eigenverlag vor.
Auf dem Melbourne Women's International Jazz Festival stellte Berardi sich mit ihrem Quartett vor, aber auch als Komponistin eines zehnköpfigen Improvisationsensembles. Sie nahm in New York mit Kenny Werner und Jim Pugh auf, in Australien mit den Con Artists, Tony Gould, dem West End Composers Collective, Kate Miller-Heidke, Leo McFadden und Phat Professor Funk. In Deutschland war sie mit Florian Ross und dessen Quintett (Swallows & Swans 2018) zu hören. 
2020 sang sie das Lied Strangers in the Night als Hintergrund zu einem Fernsehwerbespot für Audi-Automobile. 2020 legte sie im Trio mit Sean Foran (Piano) und  Rafael Karlen (Saxophon) sowie Pascal Schumacher als Gastmusiker das Album Haven vor. Mit Miro Sprague am Klavier, Marty Jaffe am Bass, Jerome Jennings am Schlagzeug und Ingrid Jensen an der Trompete entstand 2022 ihr Album The Light & the Dark.
Berardi wirkte als Gastdozentin für Jazzstudien am Central Queensland Conservatorium of Music in Mackay und Dozentin für Jazzgesang an der Australian National University in Canberra.
Berardi lebt in Brisbane.

## Preise und Auszeichnungen
Berardi gewann 2006 den Internationalen Gesangswettbewerb des Montreux Jazz Festivals. 2007 erhielt sie (bisher als einziger Jazzmusiker) die Freeman Fellowship des Music Council of Australia. 2012 gewann sie den National Jazz Award für Vokalisten. 2010, 2013 und 2016 erhielt sie den National Bell Award für das beste Jazzvokalalbum in Australien.